# Бодрошка жупанија
Бодрошка жупанија (лат. Comitatus Bodrogiensis) је била жупанија, односно управна јединица Краљевине Угарске (11-18. век). У средњем веку је обухватала западне и северне делове данашње Бачке. У 16. веку, ово подручје улази у оквир Османског царства, које ту успоставља Сегедински санџак. Успоставом хабзбуршке управе крајем 17. века Бодрошка жупанија се обнавља, али са другачијим границама у односу на средњовековну жупанију. Уместо западних и северних делова Бачке, обновљена жупанија је обухватала јужне делове ове регије. У 18. веку, Бодрошка жупанија је спојена са Бачком жупанијом у нову Бачко-бодрошку жупанију.